# 16 bit
16 bit, in informatica, indica che in una data architettura il formato standard di una variabile semplice (intero, puntatore, handle ecc.) è di 16 bit di lunghezza. Generalmente questo riflette la dimensione dei registri interni della CPU usata per quell'architettura.
Il termine "16 bit" può essere usato per descrivere la dimensione di:
- Una unità di dati
- I registri interni di una CPU o della ALU che deve funzionare usando quei registri
- Indirizzi di memoria
- Dati trasferiti per ogni lettura o scrittura alla memoria centrale.

Il termine 16 bit è anche usato per una generazione di computer nella quale si usa un processore a 16 bit, oppure un processore con registri interni più ampi ma con architettura esterna a 16 bit. Similmente si definiscono a 16 bit le console per videogiochi della quarta generazione.
L'intervallo di valori interi che è possibile memorizzare in 16 bit parte da 0 fino a 65535 (ovvero 16 bit possono codificare 65536 informazioni), o da -32768 fino a 32767 usando la codifica complemento a due. Quindi un processore con uno spazio degli indirizzi a 16 bit può accedere direttamente a 64KB di memoria (se viene indirizzata al byte).

## Processori a 16 bit
I più diffusi processori a 16 bit della Intel sono stati:
- Intel 8086
- Intel 80186
- Intel 80286

Altri molto diffusi:
- Motorola 68000
- Motorola 68010
- Zilog Z8000

## Computer a 16 bit
Già lo storico Whirlwind del 1951 e diversi minicomputer come il PDP-11 del 1970 sono calcolatori a 16 bit.
Per il grande pubblico, il primo home computer a 16 bit fu il Texas Instruments TI-99/4A del 1979, che però fu poco riuscito e nel complesso non migliore dei computer a 8 bit dell'epoca. Nel 1981 uscì il PC IBM, basato sul processore Intel 8088, che è a 16 bit ma utilizza un bus dati a 8 bit. Il PC era costoso e pensato per l'uso professionale, ma diede inizio a uno standard per i personal computer, quello dei cosiddetti IBM compatibili, basati sull'8088 o sull'8086 (pienamente a 16 bit) e successivi. Sempre nella fascia professionale, nel 1983 la Apple produsse l'Apple Lisa, costosissimo e fallimentare, poi nel 1984 il più commerciabile Macintosh 128K, entrambi basati sul processore Motorola 68000, con registri a 32 bit ma con bus esterno a 16 bit. Nella fascia più economica degli home computer venne presentato nel 1984 il Sinclair QL, che ebbe scarso successo, mentre nel 1985 uscirono l'Atari ST e l'Amiga, due successi che mostrarono le potenzialità del processore 68000 anche per il videogioco, grazie ai vari chip di supporto. Nel 1986 uscì l'Amstrad PC1512, uno degli IBM compatibili, il primo ad avere un prezzo contenuto. Sempre nel 1986 uscì l'home computer Apple IIGS. Le superiori capacità degli home computer a 16 bit comunque non soppiantarono rapidamente i corrispondenti a 8 bit, che rimasero a lungo sul mercato come prodotti di fascia bassa. Per confronto, le vendite annuali dell'Amiga superarono quelle del Commodore 64 solo nel 1990, e la linea Amiga scomparve dal mercato solo un paio d'anni più tardi del C64.
La diffusione dei PC IBM e compatibili continuò a crescere solidamente per tutti gli anni '80, fino a conquistare l'80% del mercato dei computer a fine decennio. Grazie al continuo calo dei prezzi e aumento delle capacità, incluse quelle di intrattenimento grazie alle nuove schede video VGA e poi 3D, il predominio dei PC continuò ad aumentare nel decennio successivo. Dopo i primi anni '90 l'Amiga e gli altri home computer a 16 bit scomparvero, insieme al concetto stesso di home computer, mentre i PC occupavano tutte le fasce di mercato.
I personal computer a 16 bit d'altra parte vennero gradualmente soppiantati da sistemi a 32 bit. Gli IBM compatibili utilizzarono processori a 32 bit a partire dall'Intel 80386 e i Mac dal Motorola 68020. I computer nel loro complesso comunque utilizzarono ancora a lungo componenti a 16 bit; dello stesso 80386 vennero prodotte versioni con bus dati dimezzato a 16 bit, a partire dal 386SX. I primi sistemi operativi per PC interamente a 32 bit furono Windows NT e OS/2 2.0, mentre la famiglia Windows 9x, supportata fino al 2006, è ibrida tra 16 e 32 bit.
Quanto sopra si riferisce soprattutto all'Occidente, mentre in Giappone, altro polo mondiale dell'elettronica, lo scenario era molto differente. Il mercato giapponese apparteneva ai computer prodotti in Giappone. 
La Panafacom produsse il Lkit-16 (learning kit computer), dotato di processore a 16 bit, già nel 1977, ma il primo vero personal computer è il MULTI16 della Mitsubishi Electric, annunciato a dicembre 1981, basato su Intel 8088 e su sistema operativo CP/M. A ottobre 1982 la NEC lanciò il NEC PC-9801, dotato di processore compatibile con Intel 8086 e sistema operativo MS-DOS; la serie del PC-9801 divenne il prodotto dominante sul mercato giapponese. Fujitsu lanciò l'FM-11 (1982). Poiché i computer a 16 bit si affermavano nell'ambito professionale, nel 1983-1984 uscirono molti modelli da ufficio, come lo Sharp MZ-5500 e l'if800 model 50 della Oki Electric. Nel 1987 la Epson produsse il PC-286, compatibile con il PC-98, mentre la Proside Corporation produsse un compatibile sia con PC-98 sia con IBM AT. Nella fascia degli home computer invece uscì lo Sharp X68000 (1986), basato sul processore 68000, rivolto all'hobbistica e ben equipaggiato per i videogiochi. Il Toshiba T-1100 (1985) fu il primo computer portatile, rivolto al mercato occidentale, seguito dal Fujitsu FM16π e molti altri per il mercato nazionale.
A ogni modo la serie PC-9801, dotata anche di hardware per il pieno supporto dei caratteri kanji, arrivò a conquistare il 90% del mercato giapponese nel 1987. 
Le macchine occidentali rimasero sostanzialmente escluse dal Giappone, principalmente a causa della forte dominanza delle aziende locali e a causa della difficoltà di adattamento della lingua giapponese sui computer dell'epoca. Viceversa si tentò di commercializzare il PC-9801 in Occidente intorno al 1983, con il nome NEC APC, ma le vendite furono scarse.
Anche gli IBM compatibili non ebbero grande diffusione in Giappone, finché la Compaq presentò una linea di PC molto economica nel 1992.
Il graduale passaggio ai 32 bit iniziò nel 1987 con le prime macchine a Intel 80386: l'evoluzione della stessa serie PC-98 e il Fujitsu FM R-70, seguiti dall'FM Towns (1989). Con l'aumento della potenza dei computer, la gestione della scrittura giapponese passò da hardware a software, ad esempio tramite il sistema operativo DOS/V, favorendo il passaggio di molti produttori giapponesi agli IBM compatibili (e una maggiore somiglianza del mercato con quello internazionale).